# Eynesbury Hardwicke
Eynesbury Hardwicke is een dorp (village en civil parish) in het Engelse graafschap Cambridgeshire. Het dorp ligt in het district Huntingdonshire en telt ca. 150 inwoners.
Eynesbury Hardwicke is sinds 1876 een deel van de stad St Neots, maar was daarvoor een zelfstandig dorp.